# Peleteria paramonovi
Peleteria paramonovi là một loài ruồi trong họ Tachinidae.